# Liste des châteaux des Scottish Borders
Cette liste recense les principaux châteaux du council area des Scottish Borders en Écosse.

## Liste
| Nom                        | Type             | Date        | Condition                     | Propriétaire                                       | Localisation                        | Notes                                                       | Image                  |
| -------------------------- | ---------------- | ----------- | ----------------------------- | -------------------------------------------------- | ----------------------------------- | ----------------------------------------------------------- | ---------------------- |
| Château de Branxholme      | Maison-tour      | XVIe siècle |                               |                                                    |                                     |                                                             |                        |
| Château de Cessford        |                  | XVe siècle  | En ruines                     |                                                    |                                     |                                                             |                        |
| Tour de Cranshaws          |                  |             |                               |                                                    |                                     |                                                             |                        |
| Tour de Dryhope            | Tour de guet     | XVIe siècle | En ruines                     |                                                    | Moffat, 55° 30′ 39″ N, 3° 09′ 42″ O |                                                             |                        |
| Château de Duns            |                  |             |                               |                                                    | Duns                                |                                                             |                        |
| Château d'Edrington        |                  |             |                               |                                                    |                                     |                                                             |                        |
| Château de Fast            | courtyard castle |             | En ruines                     | Hall family open: free                             | Coldingham                          |                                                             |                        |
| Château de Fatlips         | Tour de guet     | XVIe siècle | En ruines                     |                                                    |                                     |                                                             |                        |
| Château de Ferniehirst     |                  |             |                               |                                                    |                                     |                                                             |                        |
| Château de Floors          |                  | 1721        | Habité                        | Duc de Roxburghe                                   | Kelso                               | Les ruines du château de Roxburgh se trouvent dans le parc. |                        |
| Tour de Fulton             |                  |             |                               |                                                    |                                     |                                                             |                        |
| Tour de Greenknowe         | Maison-tour      | XVIe siècle | Préservé                      |                                                    | Gordon                              |                                                             | Greenknowe             |
| Château de Hume            |                  |             |                               |                                                    | Greenlaw                            |                                                             |                        |
| Château de l'Hermitage     | Donjon           |             | En ruines                     | Historic Scotland                                  | Newcastleton                        |                                                             | Hermitage              |
| Château de Jedburgh        |                  |             | Démoli en 1409, puis restauré |                                                    | Jedburgh                            |                                                             | Jedburgh               |
| Tour de Kirkhope           |                  |             |                               |                                                    |                                     |                                                             |                        |
| Château de Mervinslaw Pele | Tour de guet     |             | En ruines                     |                                                    |                                     |                                                             |                        |
| Château de Neidpath        | Donjon           | XIVe siècle |                               | Privé Propriétaire; régulièrement ouvert au public | Peebles NT236405                    | Rénové pour beaucoup au XVIe siècle                         | Neidpath               |
| Château de Newark          |                  |             |                               |                                                    |                                     |                                                             |                        |
| Château de Nisbet House    | House            | 1630        | Restoration                   | Privé                                              | Duns                                | West Tower added 1774                                       |                        |
| Château de Roxburgh        |                  |             |                               |                                                    |                                     |                                                             |                        |
| Tour de Smailholm          |                  |             |                               | Historic Scotland                                  |                                     |                                                             | Smailholm              |
| Château de Thirlestane     |                  |             |                               |                                                    |                                     |                                                             | Thirlestane            |
| Château de Traquair House  | fortified house  |             | occupied                      | Privé Propriétaire; open regularly                 |                                     |                                                             | Traquair House in 1814 |
| Château de Venlaw          |                  |             |                               |                                                    |                                     |                                                             |                        |
| Château de Wedderburn      |                  |             |                               |                                                    |                                     |                                                             | Wedderburn             |
| Tour de Whitslaid          |                  |             |                               |                                                    |                                     |                                                             |                        |